# Пьяченцский ярус
| система                                                                          | отдел      | ярус          | Ниж. граница, млн лет |
| -------------------------------------------------------------------------------- | ---------- | ------------- | --------------------- |
| Антропоген                                                                       | Плейстоцен | Гелазский     | 2,58                  |
| Неоген                                                                           | Плиоцен    | Пьяченцский   | 3,600                 |
| Неоген                                                                           | Плиоцен    | Занклский     | 5,333                 |
| Неоген                                                                           | Миоцен     | Мессинский    | 7,246                 |
| Неоген                                                                           | Миоцен     | Тортонский    | 11,63                 |
| Неоген                                                                           | Миоцен     | Серравальский | 13,82                 |
| Неоген                                                                           | Миоцен     | Лангский      | 15,98                 |
| Неоген                                                                           | Миоцен     | Бурдигальский | 20,45                 |
| Неоген                                                                           | Миоцен     | Аквитанский   | 23,04                 |
| Палеоген                                                                         | Олигоцен   | Хаттский      | больше                |
| Деление и золотые гвозди в соответствии с IUGS по состоянию на декабрь 2024 года |            |               |                       |

Пьяченцский ярус (пьяченций) (англ. Piacentian Stage) — верхний ярус плиоценового отдела и последний, восьмой, ярус неогена. Охватывает породы, образовавшиеся в пьяченцский век эпохи плиоцен, 3,600 — 2,58 миллионов лет назад (всего около 1,2 миллиона лет). Располагается над занклским ярусом плиоцена и под гелазским ярусом плейстоцена.
Уровень углекислого газа в пьяченцский век был аналогичен сегодняшнему, глобальная средняя температура на 2-3 °C выше, уровень моря примерно на двадцать метров выше сегодняшнего, благодаря чему пьяченций является важным аналогом того будущего, которое ожидает наш мир.

## Определение
Пьяченцский ярус введён в научную литературу швейцарским стратиграфом Карлом Майер-Эймаром в 1858 году. Название дано ярусу в честь итальянского города Пьяченца.
Основание пьяченция соответствует основанию хронозоны Гаусса и вымиранию планктонных фораминифер Globorotalia margaritae и Pulleniatina primalis. Глобальный стратотип (GSSP) пьяченция установлен в январе 1997 года в Пунта-Пиккола на Сицилии, Италия.

## Климат
Пьяченций был последним геологическим веком перед четвертичными оледенениями, наступившими в северном полушарии. Ледяной щит Антарктики также был менее развитым, чем сегодня, а уровень моря примерно на двадцать метров превышал сегодняшний. Глобальная средняя температура на 2-3 °C превосходила доиндустриальную. Во время потепления в середине пьяченция концентрация углекислого газа достигла пика примерно в 389 ppm (в диапазоне 381—427 ppm с 95 % достоверностью), что соответствует концентрации в 2010-х годах. Таким образом, пьяченцский век можно использовать в качестве аналога будущих климата и уровня моря, которых следует ожидать, если концентрация углекислого газа стабилизируется на этом уровне. В частности, межледниковье KM5c при потеплении в среднем пьяченции происходило в орбитальной конфигурации, близкой к современной ситуации, с аналогичным географическим распределением солнечной инсоляции.